# Storia di Ariccia
La storia del comune di Ariccia, in provincia di Roma, nell'area dei Castelli Romani, è composta una sequenza di eventi storici avvenuti a partire dal primo popolamento umano attestato nel territorio ariccino, collocato cronologicamente attorno al I millennio a.C., fino ai giorni nostri.

## Il periodo pre-romano
(Emanuele Lucidi, Memorie storiche dell'antichissimo municipio ora terra dell'Ariccia, e delle sue colonie di Genzano e Nemi, cap. II Della fondazione dell'Ariccia, p. 7)
La leggenda racconta che l'antica città latina di Aricia venisse fondata dal figlio del fondatore di Atene Teseo, Ippolito. Questi, vittima dell'amore incestuoso della madre Fedra, dovette allontanarsi da Atene per sfuggire all'ira del padre, e la dea Artemide lo condusse, secondo Ovidio, nella selva ariccina, cambiandogli nome in Virbio. Virbio avrebbe sposato in seguito una donna chiamata Aricia che diede il nome alla città appena fondata.
Gaio Giulio Solino, storico romano del III secolo, nei suoi Collectanea rerum memorabilium, anche noti come Polyhistor, afferma che Aricia venne fondata dal comandante siculo Archiloco, dal cui nome sarebbe venuto il toponimo della città.
Aricia venne fondata in epoca imprecisata, senz'altro prima di Roma: l'erudito seicentesco Filippo Cluverio ipotizza (non si sa con quali fondamenti) la data del 2752 a.C., mentre la tradizione antica ha fatto risalire la fondazione della città al figlio del mitico fondatore di Atene Teseo, Ippolito detto Virbio, o al comandante siculo Archiloco.
Ad ogni modo, il geografo greco Strabone pone Aricia a 160 stadi da Roma; l'Itinerarium Antonini pone Aricia al miglio 16 della via Appia; l'Itinerario Gerosolimitano al miglio 14; la Tabula Peutingeriana al miglio 13; Dionigi d'Alicarnasso dopo miglio 15; infine Emanuele Lucidi afferma che la moderna Ariccia sia sita al miglio 12 della via Appia. L'abitato di Aricia si estendeva nella parte sottostante l'attuale Ariccia, lungo l'antico tracciato della via Appia in Vallericcia, fino alle propaggini di Monte Gentile in prossimità dell'odierno cimitero di Ariccia. Il Lucidi, citando altri studiosi, ipotizza che l'abitato antico si estendesse tra il miglio 14 ed il 16, ai lati della via Appia, e che al miglio 16 fosse ubicato il nemus Dianae, ovvero il santuario di Diana Aricina con l'attiguo bosco sacro, davanti al quale si trova un lago assai profondo, luogo di culto rinomato e di una lega di Latini. (Vedi Aricia)
Aricia faceva parte della Lega Latina. Al tempo di Tarquinio il Superbo, il delegato aricino all'assemblea  in corso presso il Locus Ferentinum nel 510 a.C., Turno Erdonio, osò opporsi al volere del superbo re di Roma: perciò venne fatto affogare in un fosso.
Nel 505 a.C. l'esercito aricino alleato con l'esercito greco di Cuma vinse la battaglia di Aricia contro l'esercito etrusco del figlio del lucumone di Chiusi Porsenna, Arunte; nel 338 a.C., infine, disciolta definitivamente la Lega Latina, Aricia ottenne la piena cittadinanza romana.

## La dominazione romana

### Il periodo repubblicano
Il territorio aricino fu attraversato a partire dal 312 a.C. dalla via Appia Antica, la "regina viarum", voluta dal censore Appio Claudio Cieco come collegamento diretto tra Roma e Capua, porta della Campania. In seguito la strada fu migliorata (il tratto di una ventina di chilometri tra Roma e Bovillae fu pavimentato in "saxum quadratum" nel 293) e prolungata fino a Benevento e poi a Brindisi, porta della Grecia: Aricia era la prima mansio ("stazione di sosta") lungo la via Appia provenendo da Roma.

### Il periodo imperiale
La decadenza della città è probabilmente da collocare dopo il sacco di Roma del 410 da parte dei Visigoti di Alarico, anche se la vita cittadina continuò fino alla metà del V secolo: il colpo definitivo alla città fu rappresentato dalle incursioni dei Saraceni, iniziate nell'846 e terminate solo nel 916.
Lo scrittore cristiano Egesippo (II secolo) è stato il primo ad affermare che ad Aricia morì Simon Mago, considerato "il primo degli gnostici":
(Egesippo, Storia degli atti ecclesiastici, libro III cap. 2, in Emanuele Lucidi, Memorie storiche dell'illustrissimo municipio ora terra dell'Ariccia, e delle sue colonie di Genzano e Nemi, parte II cap. I, p. 319.)
Questo personaggio, menzionato negli Atti degli Apostoli (8, 9-25), secondo la tradizione affrontò san Pietro in una gara di levitazione a Roma, cadendo tuttavia miseramente al suolo; gravemente ferito, pare che i suoi seguaci lo portassero ad Aricia, prima statio lungo la via Appia, dove morì e venne sepolto. La sepoltura di Simon Mago ad Ariccia, è attestata dall'arciprete Mattia Sorentini nella sua Storia manoscritta di Ariccia:
(Mattia Sorentini, Storia dell'Ariccia, in Emanuele Lucidi, Memorie storiche dell'illustrissimo municipio ora terra dell'Ariccia, e delle sue colonie di Genzano e Nemi, parte II cap. I, p. 319.)
Il sarcofago marmoreo attribuito a Simon Mago era dunque esposto nella recinzione dell'orto dell'abitazione dell'arciprete, quando il duca Bernardino Savelli vi fece apporre sopra la seguente lapide:
(Iscrizione collocata nel portico della locanda Martorelli in piazza di Corte ad Ariccia.)
Tuttavia, per lo storico e canonico ariccino Emanuele Lucidi il sepolcro, "di ottima scultura", sarebbe in realtà opera posteriore al I secolo.

## Il periodo medioevale

### Alto Medioevo
Aricia, il cui declino già era incominciato negli ultimi anni dell'Impero Romano, subì nel 410 il sacco dei Visigoti di Alarico, diretti in Calabria dopo il sacco di Roma. Altri saccheggi che subì Aricia furono quelli dei Saraceni nell'827 e nell'844, che desolarono l'abitato al punto da costringere la poca popolazione rimasta a ritirarsi sull'altura dell'antica acropoli, che oggi ospita l'Ariccia moderna.

### Basso Medioevo

#### I Conti di Tuscolo (X secolo - XI secolo)

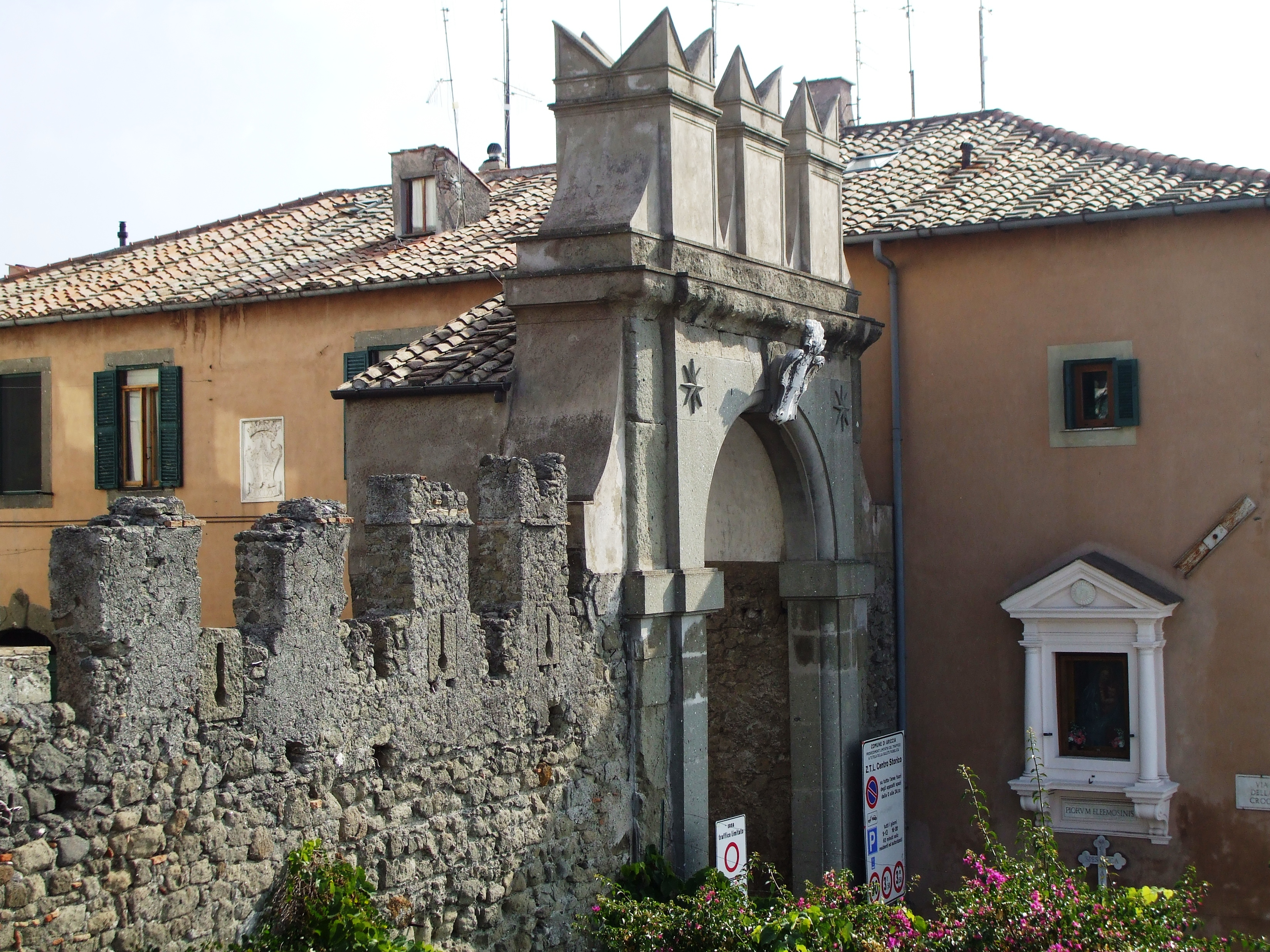
Porta Romana ad Ariccia

Il primo dei Conti di Tuscolo che governò Ariccia, almeno dai documenti finora rinvenuti dagli storici, fu Stefano dei Conti di Tuscolo dux Ariciensis, ricordato nel 981 in un atto di placito in merito ad una controversia su una vigna nel territorio ariccino.
In seguito, in un istrumento del 990, viene riportato il nome di Guido dei Conti di Tuscolo, Guido vir nobilis, neptus Pontificis, et Dux Ariciensis..
Quando nel 1004 il fratello di Guido, Gregorio I dei Conti di Tuscolo, concesse a san Nilo da Rossano l'area boscosa ai piedi di Tusculum per fondare l'Abbazia di Santa Maria di Grottaferrata, non è da escludere che non dotasse i monaci di possedimenti anche nel territorio ariccino, che posero poi la base al potere temporale della stessa Abbazia su Ariccia nel XV secolo.
Ariccia venne probabilmente tolta ai Conti di Tuscolo all'epoca di papa Niccolò II (1058-1061), a causa dell'adesione di quella famiglia ad una rivolta dell'Agro Romano contro il Papa stesso. Questo lo evincono il Lucidi ed il Nibby dal fatto che nel 1116 papa Pasquale II autorizzò Pier Leone Frangipane, comandante del suo esercito, a cedere il castrum di Ariccia, all'epoca possesso della Chiesa, a Tolomeo dei Conti di Tuscolo per accattivarselo nella guerra contro i Pierleoni di Roma.

#### I Malabranca (XI secolo - [1223)
Non è chiaro perché, ma nell'XI secolo Ariccia era governata dalla famiglia Malabranca. Forse questi si erano imparentati con i Conti di Tuscolo del ramo di Velletri, che trarrebbero origine dal sunnominato Guido o Guidone dei Conti di Tuscolo e divennero poi la famiglia Guidoni. Erano comunque soggetti alla suprema e teorica autorità della Chiesa.
Ad ogni modo il probabile capos-stipite dei Malabranca fu Corrado Malabranca, sposato ad una certa Mabilia, con cui ebbe due figli: un Malabranca di cui non resta il nome di battesimo (si chiama per cognome anche nell'unico atto in cui compare), sposato ad una Maria, e Stefano Malabranca, sposato a Maria Madre e morto precocemente rispetto al figlio Giacomo Malabranca, sposo di Maria Bella. Poiché nella famiglia Malabranca non esisteva il diritto di primogenitura, tutte queste persone, incluse le donne, accampavano diritti sul castello e sul suo territorio. Perciò i familiari decisero nel 1223 di vendere Ariccia, e trovarono come acquirente papa Onorio III, della famiglia Savelli, che sborsò la somma di 2000 libbre pecunia eius Camerae, ovvero con il denaro della Camera Apostolica.

#### La Camera Apostolica (XIII secolo - XV secolo)
Dopo la morte di papa Onorio III probabilmente Ariccia venne usurpata dai suoi parenti Savelli, che per legittimare il proprio potere sul feudo sostennero la validità di un atto conservato nei loro archivi risalente al 964 e consistente nella donazione di Albano, Ariccia ed altri tre anonimi castelli adiacenti a Virginio Savelli da parte dell'imperatore Ottone I di Sassonia. L'atto però risulterebbe falso, secondo vari studiosi, anche se venne creduto vero fino al XVII secolo.
Comunque, de iure Ariccia rimaneva sotto la potestà della Camera Apostolica, anche se fu probabilmente occupata dai Savelli manu militari, seppur per breve tempo. Tuttavia, Ariccia iniziò lentamente a decadere, tanto che nel 1428, nell'atto di vendita da parte dei monaci di San Paolo ad Aquas Salvias del castello confinante di Genzano ai Colonna, si legge nella determinazione dei confini: ab alio latere tenet, et est tenimentum Castri diruti Vallis Ariciae.

#### L'Abbazia di Grottaferrata (XV secolo - 1473)
Nel 1463 Niccolò Perotto, abate commendatario dell'Abbazia di Santa Maria di Grottaferrata, cedette in affitto per un anno ad un tale Nunzio de Cava la tenutam castri Ariciae Albanensis diocesis, cuius castri monasterium praedictum Cryptae Ferratae plenum dominium habet. Perciò, a quest'epoca l'Abbazia esercitava il plenum dominium, pieno dominio, su Ariccia.

## I Savelli (1473 - 1661)

### Il Quattrocento
Il 10 ottobre 1473 il cardinale Giuliano della Rovere, abate commendatario dell'Abbazia di Grottaferrata, permutò Ariccia con Mariano Savelli in cambio del Borghetto di Grottaferrata, castello posto al X miglio della via Anagnina Nell'atto Ariccia, o meglio Ritiae, come viene storpiata, viene descritta: "ipsius castri diruti, domibus diruptis cum turre in eo, et lacu cum iure pascendi". Dunque il castello non doveva essere in buona condizione ("castri dirupti, domibus diruptis"), e il lacu ricordato è un pantano malsano originato in Vallericcia dall'ostruzione degli emissari. La permuta venne effettuata "pro commoditate utriusque partis, et evidentio utilitate dicti monasterii de commutando dicti castro", ovvero per permettere all'Abbazia di farsi un avamposto al territorio criptense nel Borghetto, e per unire tutti i beni dei Savelli, che già possedevano il castello di Malafitto, Albano, Montagnano e Tor Paluzzi. I Savelli inoltre si impegnarono "ad costruendum [castrum Ritiae], aedificandum, reparandum."

### Il Cinquecento
Papa Alessandro VI con Breve apostolico del 1º ottobre 1501 concesse ai propri nipoti Giovanni e Rodrigo Borgia, rispettivamente dell'età di due e tre anni, un numero enorme di feudi della provincia di Campagna e Marittima, sequestrati ai Colonna, ai Savelli e agli Estouteville: fra questi, compare anche il feudo di Ricciam.
Nel 1560 Ariccia contava circa 500 abitanti. Nel 1597 invece, il cardinale vescovo della sede suburbicaria di Albano Michele Bonelli durante una visita pastorale affermò che Ariccia contava oltre 800 abitanti, ovvero più della vicina città di Albano Laziale.

### Il Seicento
Il 16 febbraio 1604 si tenne la prima seduta documentata del consiglio comunale pubblico della Comunità di Ariccia, nel quale venne decisa l'opportunità di tenere un registro che contenesse tutti gli atti pubblici emanati dal governo locale. Tuttavia, i primi documenti reperiti dallo storico settecentesco risalgono già al 1602. Il 17 agosto 1608 la Comunità decise di prelevare dall'archivio Savelli di Albano Laziale tutti i documenti relativi ad Ariccia, ma solo il 24 novembre 1647 venne stabilito di raccogliere tutti questi documenti in un unico locale, che venne messo infine a disposizione dopo la seduta del consiglio comunale del 17 gennaio 1652.
Un medico condotto venne assunto dalla Comunità a servizio degli ariccini con deliberazione del consiglio comunale del 30 agosto 1604.
L'8 maggio 1610 la famiglia Savelli, nelle persone di Paolo e Caterina Savelli, si impegnarono a firmare e rispettare gli Statuti del feudo di Ariccia.
Si decise di condurre l'acqua ad Ariccia durante il consiglio comunale del 22 maggio 1611: il preventivo di spesa venne individuato sui 1000 scudi, in parte a carico della Comunità e in parte dei feudatari. La fontana venne realizzata, in piazza di Corte, e collocata definitivamente solo dopo il 1º aprile 1614.
Il 4 agosto 1613 il principe Paolo Savelli ordinò di costruire un pubblico orologio ad uso della comunità ariccina: l'orlologio rimase sulla pubblica via fino al 1631, quando con deliberazione del 19 gennaio si decise di collocarlo al riparo nella sagrestia della cappella della Confraternita del Santissimo Sacramento.

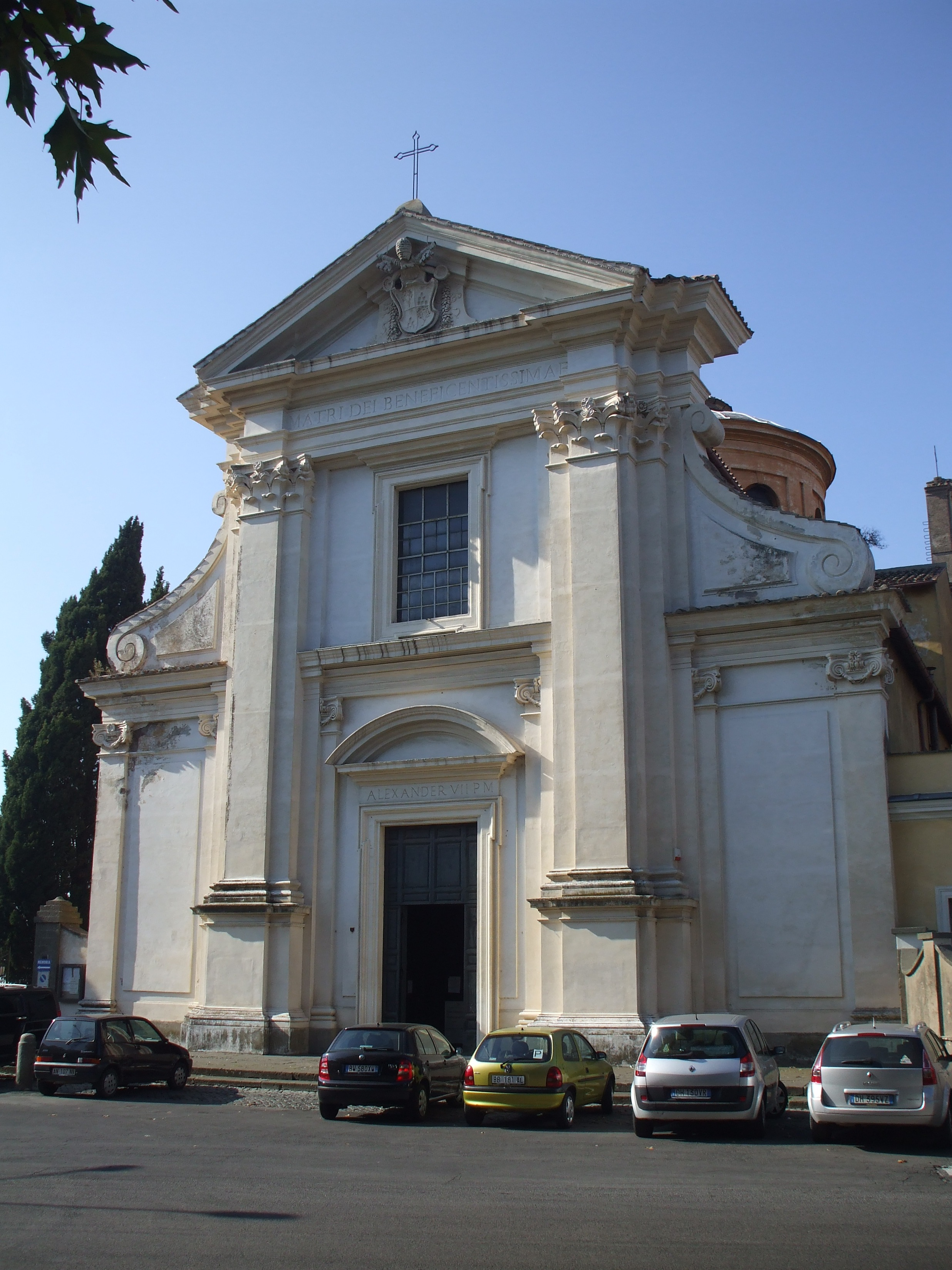
Il santuario di Santa Maria di Galloro.

In forza degli Statuti del 1610, era data facoltà alla Comunità di poter imporre tassazioni sui pascoli comunitari per pagare un maestro di scuola ad uso dei giovani ariccini. Già nel 1615 la Confraternita del Santissimo Sacramento si rese disponibile a pagare una parte delle spese a tale scopo: ciò fino al 21 dicembre 1622, quando la Comunità si accollò la spesa per assumere un maestro stabile nel paese.
Nel marzo 1621 o nel marzo 1623 un bambino di origini toscane, Sante Bevilacqua, mentre percorreva il vallone boscoso tra la Monticella piccola -oggi Galloro- e la Monticella grande -oggi Colle Pardo-, ai limiti con il territorio di Genzano di Roma, rinvenne casualmente l'immagine della Madonna di Galloro. In seguito ad una serie di miracoli e prodigi attribuiti a questa immagine, la venerazione nei suoi confronti crebbe in maniera spropositata: il canonico ariccino Polidoro Polidori fece costruire una cappella attorno all'immagine, inaugurata il 3 maggio 1623; le offerte e i lasciti di devoti e pellegrini raggiunsero in pochi anni la consistente somma di 36.000 scudi; la grande popolarità acquisita dall'immagine e il grande afflusso di pellegrini spinse due privati a richiedere lo jus exercendi hospitium -il diritto di aprire un'osteria- al principe Paolo Savelli per costruire una nuova osteria in prossimità del sito della cappella. Così, con i fondi delle offerte e dei lasciti, il 15 agosto 1624 incominciarono i lavori per la costruzione del santuario di Santa Maria di Galloro: il 4 dicembre 1631 il cardinale vescovo della sede suburbicaria di Albano Gaspar de Borja y Velasco ed il principe Paolo Savelli concessero ai frati vallombrosani di stabilirsi presso il nuovo santuario, "scippando" della proprietà del pio luogo i canonici regolari della collegiata di Ariccia; domenica 15 maggio 1633, giorno di Pentecoste, venne consacrata la nuova chiesa del santuario alla presenza del primo abate vallombrosano, padre Benigno Bracciolini.

## I Chigi (1661 - 1816)

### Il Seicento
Il 20 luglio 1661 il cardinale Flavio Chigi, anche a nome dei fratelli Agostino e Mario nipoti di papa Alessandro VII, comprò il feudo di Ariccia dal cardinale Paolo Savelli e da suo fratello Giulio, per la somma di 358.000 scudi. Per diritto di primogenitura, il feudo assieme a tutti i beni di famiglia risultava a nome del principe Agostino Chigi: i Chigi tuttavia gestirono il nuovo feudo con grande liberalità, non solo investendo ingenti somme in nuove costruzioni monumentali -la collegiata di Santa Maria Assunta, Palazzo Chigi con l'attiguo Parco Chigi, il santuario di Santa Maria di Galloro solo per fare alcuni esempi-, ma anche rinunciando ad esigere con estrema pignoleria gabelle e confische che invece erano state applicate con estrema sollecitudine sotto la lunga gestione dei Savelli.
La comunità ariccina dimostrò grande affetto ai nuovi feudatari: il 21 dicembre 1661, il consiglio comunale della Comunità di Ariccia discusse su "come venendo fuori all'Ariccia li signori padroni, si desidera dalle signorie loro, se si debba fare qualche dimostrazione d'allegrezza, acciò possino maggiormente ajutare questa comunità: e fu risoluto, che venendo fuori li signori padroni si facci qualche dimostrazione d'allegrezza, acciò s'inanimino ad ajutare questa comunità." Il 14 maggio 1662, in occasione di un altro ingresso dei principi ad Ariccia, la Comunità decise di salutarli con dei "fuochi d'allegrezza".
E la benevolenza dei Chigi non tardò a riversarsi su Ariccia: il 3 febbraio 1662 venne misurato con esattezza tutto il territorio ariccino; l'8 maggio 1662, papa Alessandro VII da Castel Gandolfo autorizzò la fiera di Galloro, da tenersi nel mese di settembre presso il santuario di Santa Maria di Galloro; dal 10 maggio al 30 settembre 1662 il fornaio che aveva la privativa sul forno venne eccezionalmente obbligato a fare il pane aggiungendo un'oncia in più rispetto a quello che si faceva a Roma; nel corso del 1663 papa Alessandro VII si occupò di acquistare alcune abitazioni e raderle al suolo per realizzare piazza di Corte con la collegiata di Santa Maria Assunta, realizzata su progetto di Gian Lorenzo Bernini tra il 1663 ed il 1665. Tra il 1661 ed il 1663 vennero portati a termine i lavori di ampliamento e decorazione del santuario di Santa Maria di Galloro Negli stessi anni, Gian Lorenzo Bernini e Carlo Fontana si occuparono di progettare interni ed esterni del monumentale Palazzo Chigi, e tra il 1666 ed il 1667 i Chigi delinearono i confini dell'attiguo Parco Chigi: il 2 aprile 1666 infatti il principe Agostino Chigi permutò alcuni terreni con la Comunità di Ariccia in cambio dei Prati di San Rocco, ultimo appezzamento di terreno che separava il palazzo dal nucleo cinquecentesco del parco già frequentato dai Savelli.

### Il Settecento
Il 17 dicembre 1701, durante un consiglio comunale, la Comunità di Ariccia dibatté sulla sistemazione del Corso e di piazza di Corte; tuttavia, non essendo chiaro su chi dovesse pagare i lavori, se i Chigi o la Comunità, ogni decisione venne rimandata fino ad un consiglio del 25 novembre 1703, in cui la Comunità si accollò di far selciare tutto il tratto non selciato dal principe Chigi, ovvero la maggior parte.
Il 31 maggio 1710 papa Clemente XIV, durante la villeggiatura di Castel Gandolfo, venne ad Ariccia a visitare il principe Augusto Chigi, maresciallo perpetuo di Santa Romana Chiesa:
(Emanuele Lucidi, Memorie storiche dell'illustrissimo municipio ora terra dell'Ariccia, e delle sue colonie di Genzano e Nemi, parte I cap. XXX, pp. 299-300.)
Nel proprio testamento il principe Augusto Chigi donò 300 scudi alla Comunità di Ariccia: in un consiglio comunale del 6 dicembre 1744 venne ratificata tale donazione e vennero prese alcune misure per commemorare il defunto principe, benefattore della comunità.
Il 25 agosto 1776, con pubblico istrumento notarile, il principe Sigismondo Chigi donò 100 scudi alla Comunità di Ariccia per ripristinare i condotti dell'acquedotto che approvvigionava la fontana pubblica situata in piazza di Corte, fatta restaurare anche lei a sue spese.

## La Repubblica Romana (1798-1799)
Dopo l'occupazione di Roma da parte dell'esercito rivoluzionario francese comandato dal generale Louis Alexandre Berthier il 9 febbraio 1798, il potere temporale pontificio venne misconosciuto e già il 15 febbraio venne proclamata la Repubblica Romana: nell'area dei Colli Albani, Frascati, Albano Laziale, Velletri e Marino si proclamarono repubbliche sorelle della Repubblica Romana nei giorni immediatamente successivi. Gli ariccini non parteciparono alla rivolta reazionaria anti-francese scoppiata già il 20 febbraio, perché furono dissuasi dal clero locale, impaurito dalle punizioni francesi (difatti la reazione fu schiacciata e le vicine Albano e Castel Gandolfo, che si erano ribellate, furono saccheggiate). L'11 aprile 1798 un commissario francese venne inviato ad Ariccia dal governo di Albano per requisire tutti i preziosi conservati presso il santuario di Santa Maria di Galloro, da cui erano stati cacciati i frati vallombrosani: per custodire meglio l'immagine della Madonna di Galloro da furti e profanazioni gli ariccini decisero così di portarla al sicuro nella collegiata. Il Settecento si chiuse per Ariccia con i disordini legati al transito delle truppe francesi e napoletane in combattimento: alla Madonna di Galloro, allora conservata nella collegiata, si attribuisce il miracolo di aver allontanato oltre tremila francesi che stavano bivaccando per le strade del paese con la notizia dell'arrivo dell'esercito sanfedista.

## La Restaurazione (1816 - 1870)
Dopo il suo ritorno a Roma nel 1814, al termine dell'esperienza rivoluzionaria e napoleonica, papa Pio VII riacquistò progressivamente il controllo su tutti i territori dello Stato Pontificio ed il 6 luglio 1816 emanò il motu proprio "Quando per ammirabile disposizione" sulla riorganizzazione amministrativa dello Stato: in conseguenza di questo provvedimento, che era volto a scoraggiare il feudalesimo imponendo forti costi da mantenere ai nobili che volessero mantenere i loro feudi, i Chigi rinunciarono al dominio feudale su Ariccia, pur conservandovi tutte le loro proprietà.
Papa Pio VI si era interessato al ripristino della via Appia, ed aveva avviato la bonifica delle Paludi Pontine fino a Terracina a questo scopo: l'opera, incominciata da papa Pio VI nel 1777, fuportata a termine entro il 1780: alla medioevale via postale corriera tra Roma e Napoli passante per Marino, Nemi e Velletri si sostituì nuovamente la più rettilinea via Appia.
L'evento pose le basi per lo sviluppo commerciale di Albano Laziale, Ariccia e Genzano di Roma, a scapito di Marino che finora era stata la stazione di posta privilegiata sulla via postale. Il tracciato originario della strada, tuttavia, per arrivare da Albano a Genzano evitava Ariccia con un lungo giro attorno a Vallericcia, per evitare i forti dislivelli in entrata ed in uscita. Fu papa Gregorio XVI che, per ovviare all'inconveniente, incominciò la costruzione dei ponti di San Rocco e di Galloro e pose le basi per la costruzione del ponte di Ariccia, iniziato nel 1847 e completato nel 1854 sotto il regno di papa Pio IX.

## L'Unità d'Italia

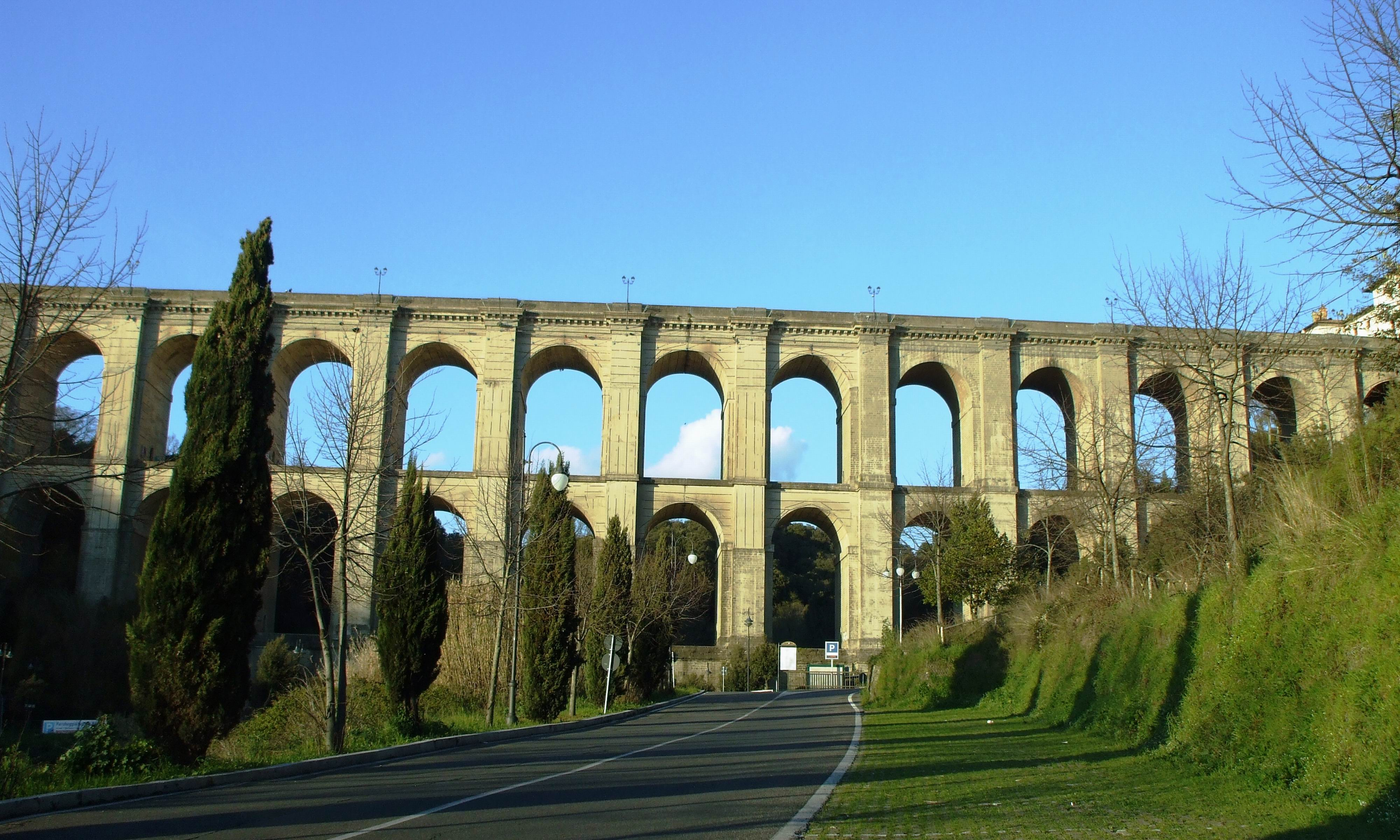
Il ponte di Ariccia.

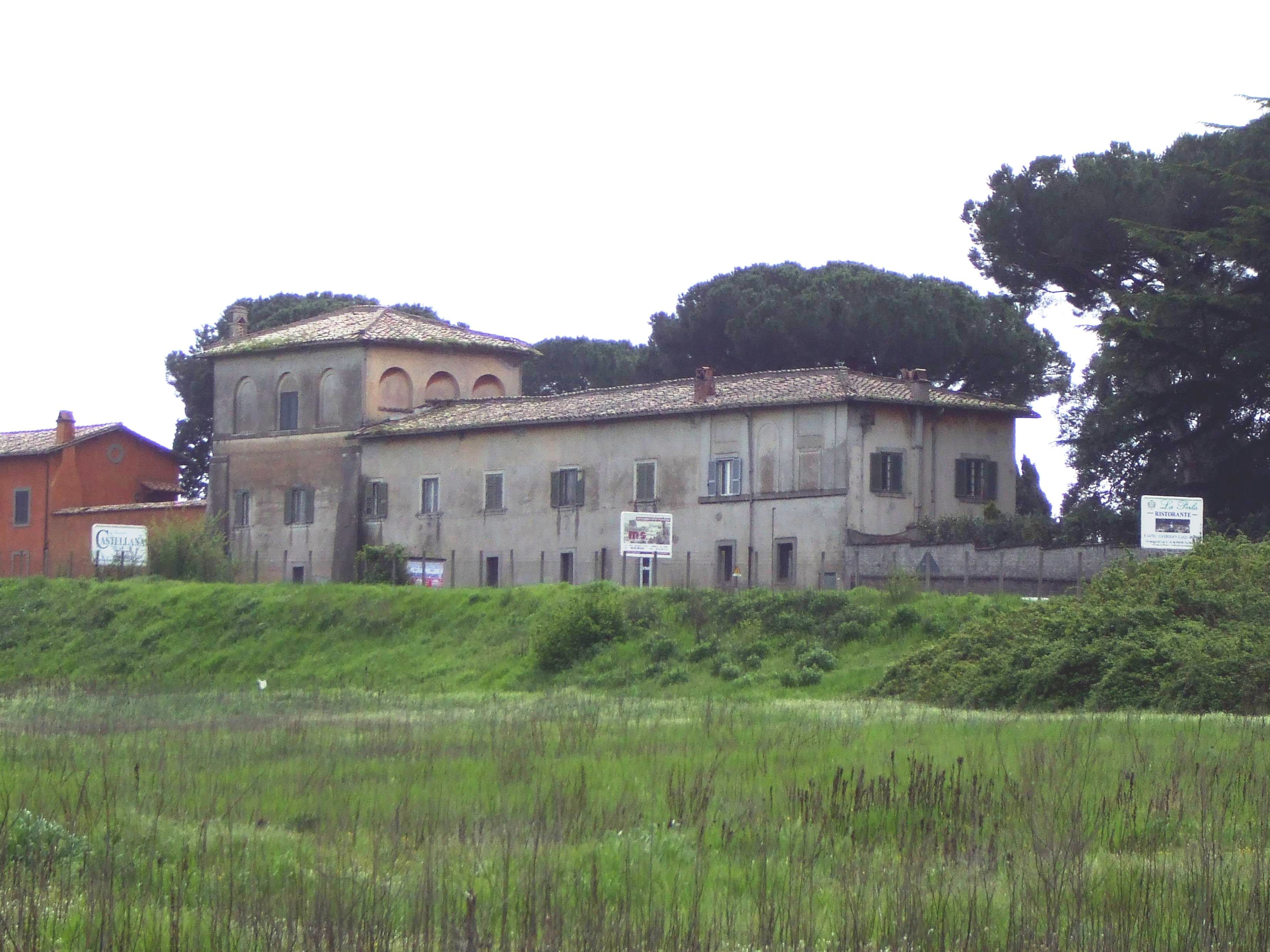
Il casale Pagliarozza, presso Cecchina ariccina.

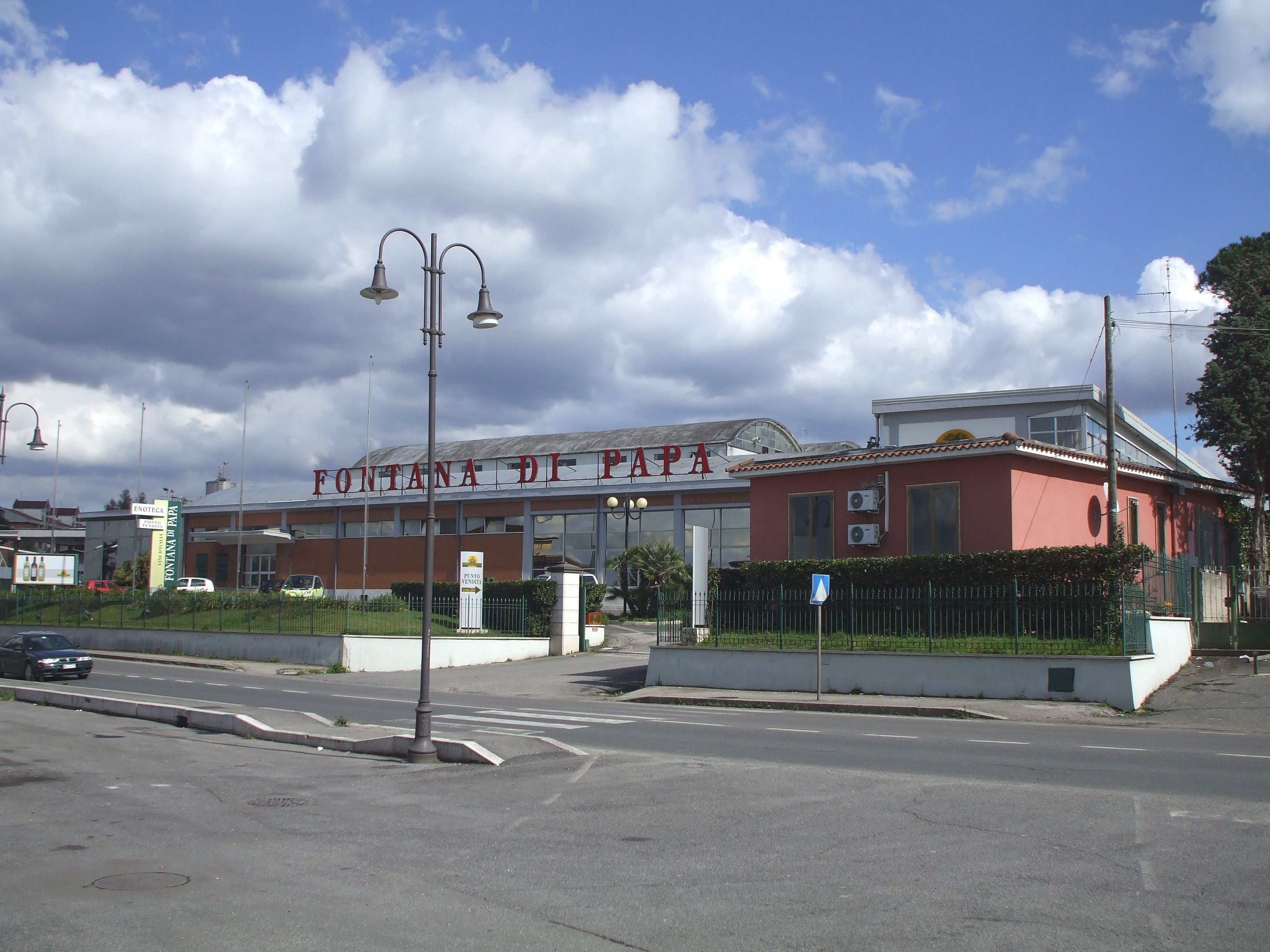
La Cantina Sociale "Fontana di Papa" nell'omonima località.

### La fine dell'Ottocento (1870-1900)
Negli ultimi anni dell'Ottocento iniziò anche ai Castelli Romani la lotta dei contadini contro lo sfruttamento semi-feudali dei proprietari terrieri, meno intensa rispetto a quanto avveniva nell'Italia settentrionale ma sicuramente più forte rispetto all'accettazione passiva dello sfruttamento presente nell'Italia meridionale. Nel 1882 venne fondata ad Ariccia una lega contadina: mentre si andò organizzando localmente il Partito Socialista Italiano, tanto che nel 1896 nella vicina Marino si tenne il primo convegno socialista romano, con la partecipazioni di sezioni locali di Roma e dei Castelli.

### I primi decenni del Novecento (1900-1922)
Nel 1897 i contadini di Albano Laziale ed Ariccia organizzarono una delle prime invasioni di terre del Lazio, occupando alcuni terreni a Santa Palomba e Cancelliera: in quest'ultima località, 50 ettari furono occupati dai contadini ariccini nel 1903. Altre invasioni di terre si verificarono durante il "biennio rosso": nel marzo 1919 venne occupata Vallericcia, tenuta di proprietà dei Chigi in affitto a Filippo Rosatelli, il mese successivo gli oliveti Chigi e Ferrajoli. Nell'aprile dello stesso anno la lega contadina ariccina sollevò il problema delle case, che a dire delle stesse autorità locali esisteva, poiché c'era una sproporzione di rapporto tra le case abitate e gli abitatori: sicché si registrarono occupazioni delle seconde case e dei villini utilizzati dalla media borghesia per le vacanze estive, così numerosi ad Ariccia e nei dintorni.

### La dittatura fascista (1922-1943)
Il fascismo ebbe difficoltà ad insediarsi ai Castelli Romani, e spesso dovette valersi di personaggi "riciclati" dal partito socialista, popolare o repubblicano: in reazione alle violenze fasciste, che fecero capolino ai Castelli Romani il 27 aprile 1921 con un "tour" di propaganda squadrista che toccò Frascati, Marino ed Albano, a Genzano, Ariccia e Rocca di Papa si costituirono nuclei di "Arditi del Popolo", ben presto sciolti dall'inettitudine delle stesse forze anti-fasciste.
Dopo la marcia su Roma (28 ottobre 1922) i fascisti presero baldanza, ed il 1º novembre assaltarono simultaneamente i municipi di Ariccia, Frascati, Monte Compatri e Rocca di Papa, ma riuscirono ad ottenere subito solo le dimissioni della giunta repubblicana di Ariccia guidata da Ubaldo Mancini. Benché i fascisti avessero dato pessima prova di sé con l'occupazione violenta del municipio, della palestra comunale e addirittura del cinema parrocchiale, i repubblicani ariccini pensarono di allearsi con loro: in seguito tuttavia i repubblicani ariccini si pentirono della scelta, e Vezio Mancini, figlio dell'ex-sindaco Ubaldo, fu iscritto al casellario politico centrale come "antifascista irriducibile". Il "gagliardetto" di Ariccia venne inaugurato solo il 21 gennaio 1923.

### La seconda guerra mondiale (1943-1944)
Il 9 settembre 1943, all'indomani dell'annuncio della firma dell'armistizio di Cassibile, i tedeschi si scontrarono con alcuni soldati italiani della divisione "Piacenza" nel territorio ariccino.
Il 12 ottobre 1943 190 giovani di Ariccia vennero rastrellati dai tedeschi durante un'ispezione nel centro storico. Un secondo rastrellamento tedesco verrà effettuato ad Ariccia il 10 novembre dello stesso anno.
Nella notte tra il 22 ed il 23 gennaio 1944, alle 02.45 di notte, ingenti forze anglo-americane sbarcarono ad Anzio, creando una testa di ponte alle porte di Roma: da questa data si intensificano notevolmente i bombardamenti sui Castelli Romani.
Il 1º febbraio 1944 alcuni bombardieri North American B-25 Mitchell della 15ª United States Army Air Forces, dal tonnellaggio di 1360 chilogrammi di bombe ciascuno, colpirono i centri storici di Ariccia ed Albano Laziale. Il ponte di Ariccia e l'ala settecentesca di Palazzo Chigi furono distrutti dalle bombe, e il traffico della via Appia Nuova venne deviato all'interno di Parco Chigi, con la costruzione di un ponte in legno parallelo al ponte distrutto.
La resistenza partigiana ad Ariccia durante i mesi dell'occupazione nazi-fascista fu particolarmente attiva. Il 5 gennaio 1944 la formazione partigiana ariccina catturò tre militi fascisti, le cui divise vennero utilizzate per asportare esplosivi dalla fabbrica chimica Bombrini Parodi Delfino di Colleferro. Il 22 febbraio dello stesso anno invece venne ucciso Luigi Menicocci, reo di continuare a segnalare ai nazi-fascisti le abitazioni degli antifascisti nonostante fosse stato ammonito dai partigiani.

## Il secondo dopoguerra
Il ponte di Ariccia fu ricostruito dopo la seconda guerra mondiale, ma è crollato nuovamente nel 1967: ricostruito, nel 2009 l'amministrazione comunale ha lanciato l'allarme per la stabilità del viadotto, gravato dal traffico pesante in transito sulla via Appia Nuova, ed ha promosso la pedonalizzazione del ponte e di piazza di Corte creando una tangenziale alternativa, proposta che ha scatenato vivaci polemiche tra i residenti nell'area proposta per il passaggio della tangenziale.